# 格斯韦恩施泰因圣殿
格斯韦恩施泰因圣殿（Basilika Gößweinstein）是一座罗马天主教宗座圣殿，位于德国上弗兰肯行政区福希海姆县格斯韦恩施泰因。该堂是天主教班贝格教区的第二大朝圣地，同时也是德国最大的天主圣三朝圣地。每年大约有140个朝圣团体前来朝圣。格斯韦恩施泰因圣殿被认为是弗兰肯小瑞士的精神和教会中心。

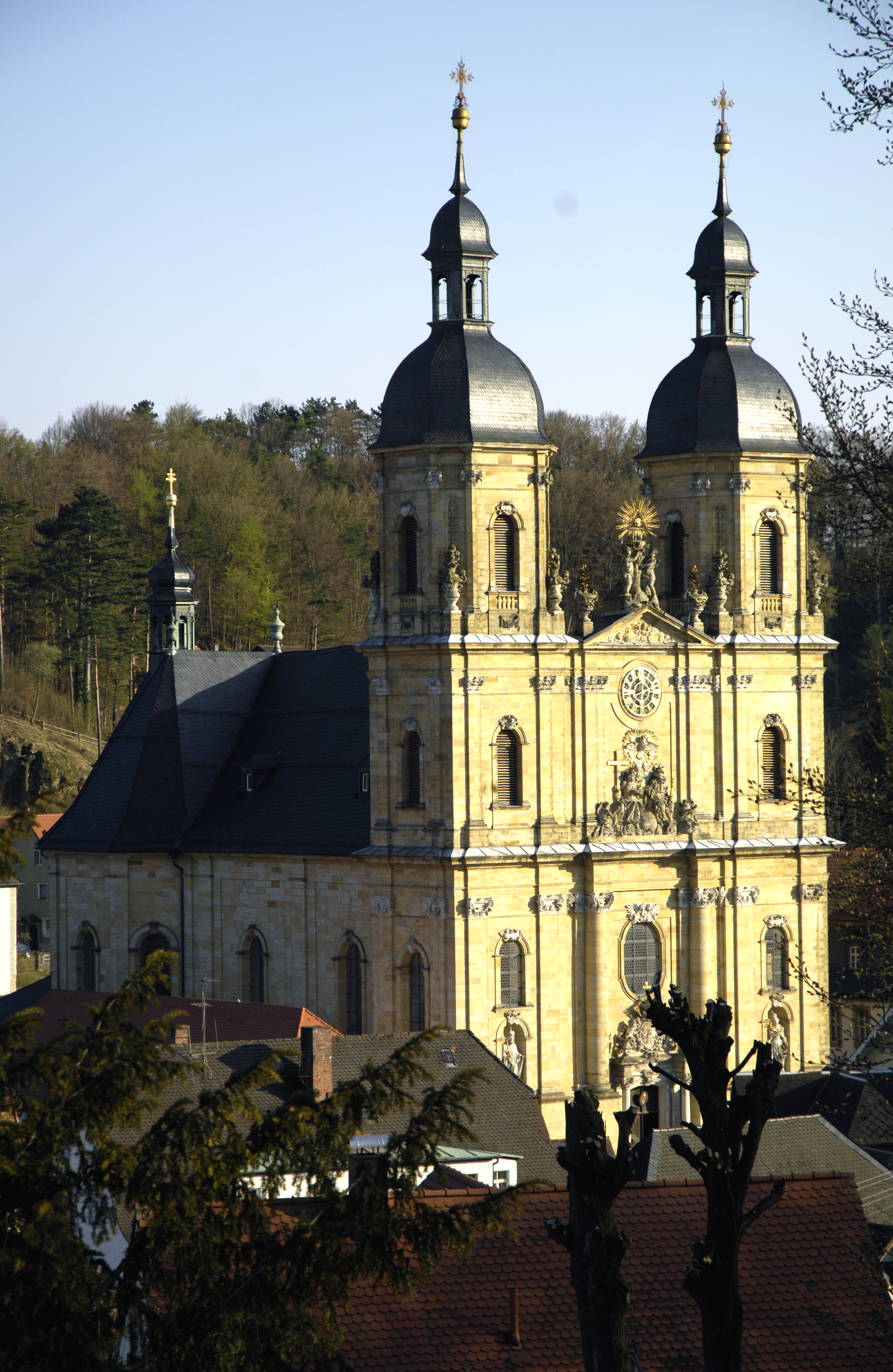
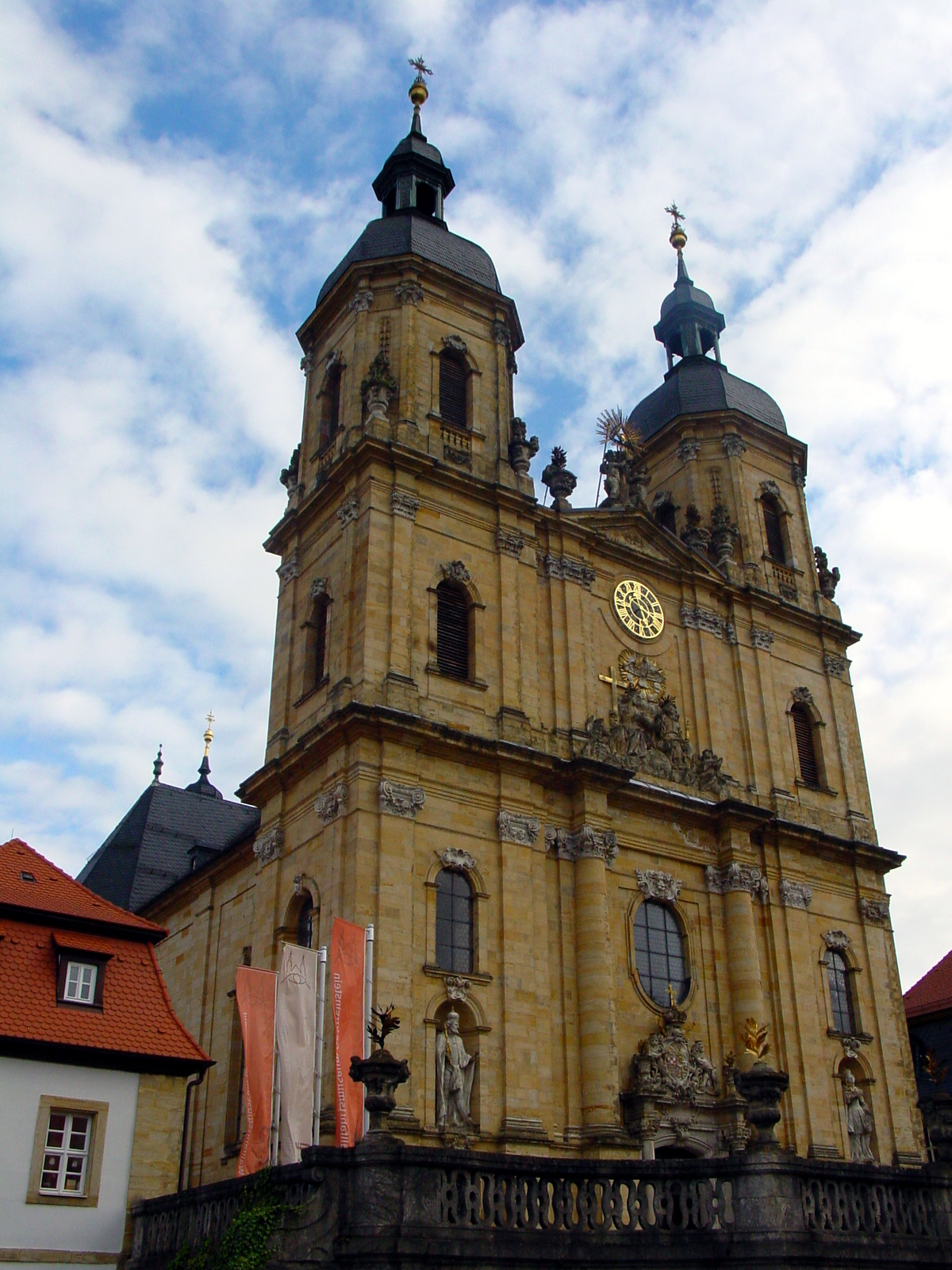
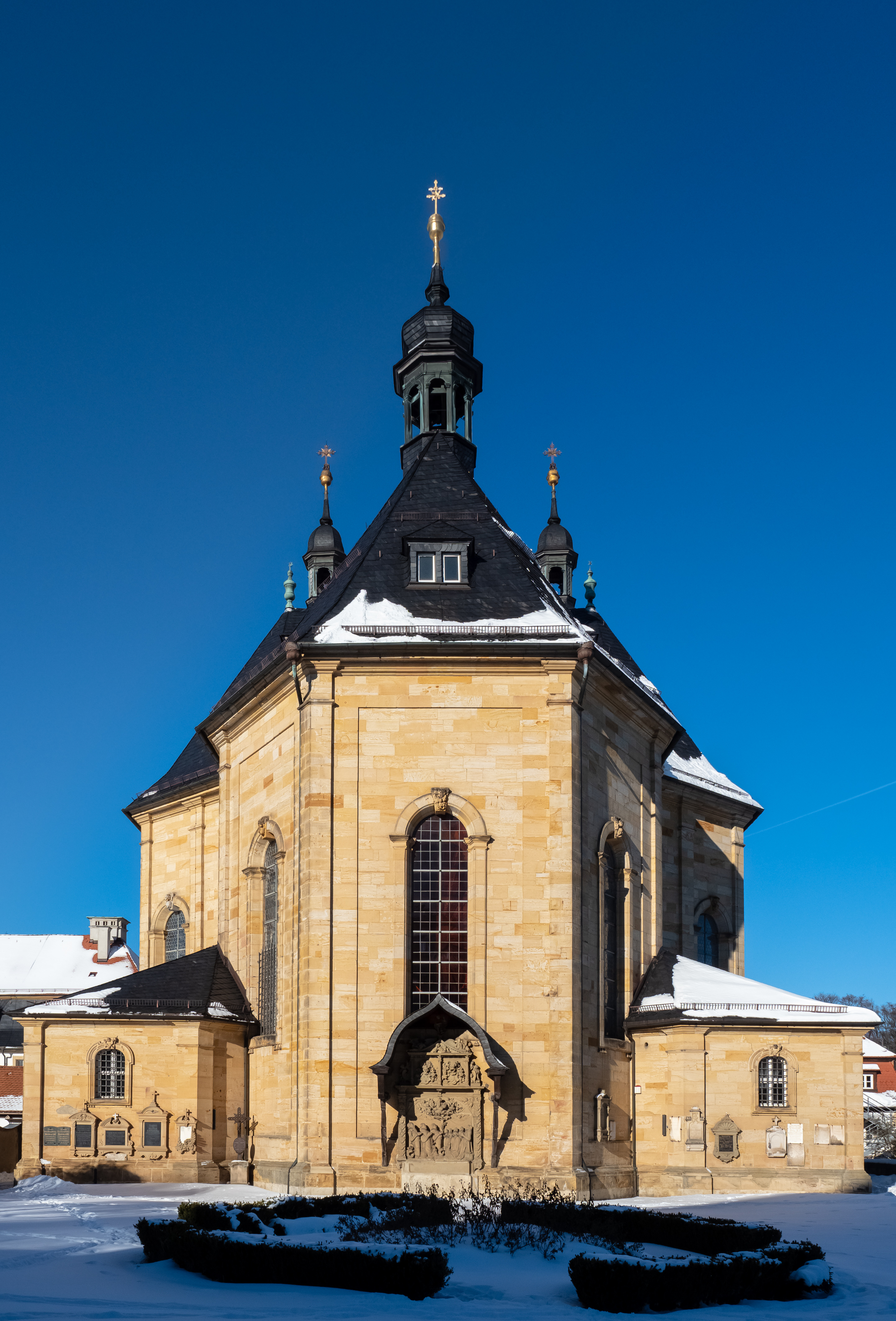
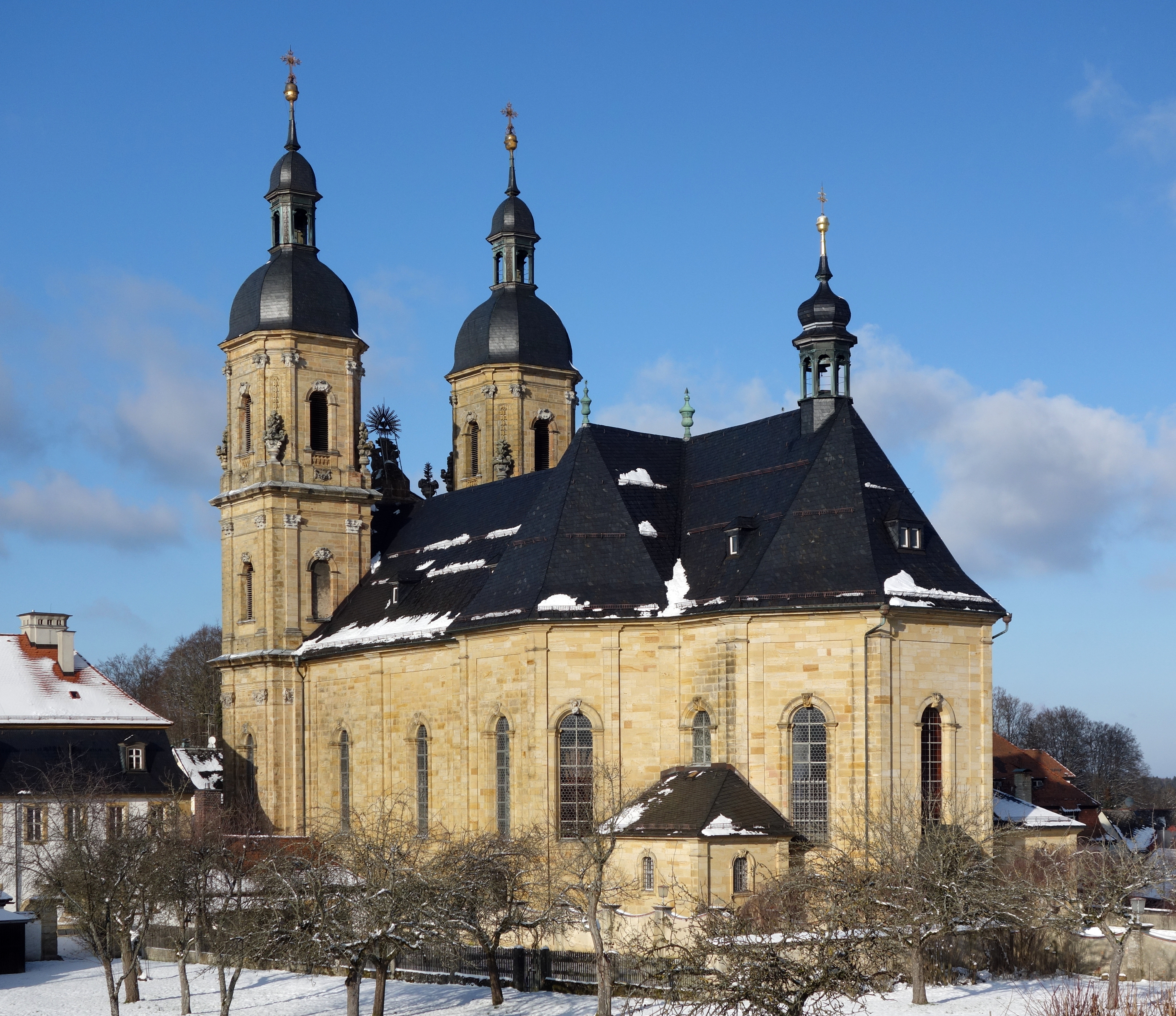